# 是拉差辣椒醬
是拉差辣椒醬是一種香甜口味的辣椒醬。
是拉差（Si Racha 或 Sriracha，發音：[sǐːrāːtɕʰāː] ⓘ）指的是泰國春武里府的一個小城，而是拉差辣醬最於是拉差當地屬於餐館用於海鮮菜餚的辣椒醬。目前美國市場上最常看到的是拉差辣椒醬，是滙豐食品公司生產的是拉差香甜辣椒醬，其最初的市場目標是賣給販售越南河粉的餐廳，用作河粉中牛肉的沾醬；目前是拉差香甜辣椒醬已經被美國市場廣泛接受，有許多用途，甚至有雞尾酒用它進行調味。

## 歷史
這種辣椒醬約在1940年代起源於泰國東南部的是拉差，但一直只流行於泰國和越南，至1980年代才在美國、加拿大等西方國家普及應用。
自媒體記者的調查認為，是拉差辣椒醬的起源可以再上溯到中國廣東順德的一種加了醋漬大蒜的辣椒醬，這種辣椒醬傳到香港，並在1891年由冠益華記做出了加了蕃薯粉的濃稠版本出口，最遲在1920年代已傳至世界各地的華僑社群，包括泰國是拉差的華僑社群也已流行這種辣椒醬。

## 國際普及

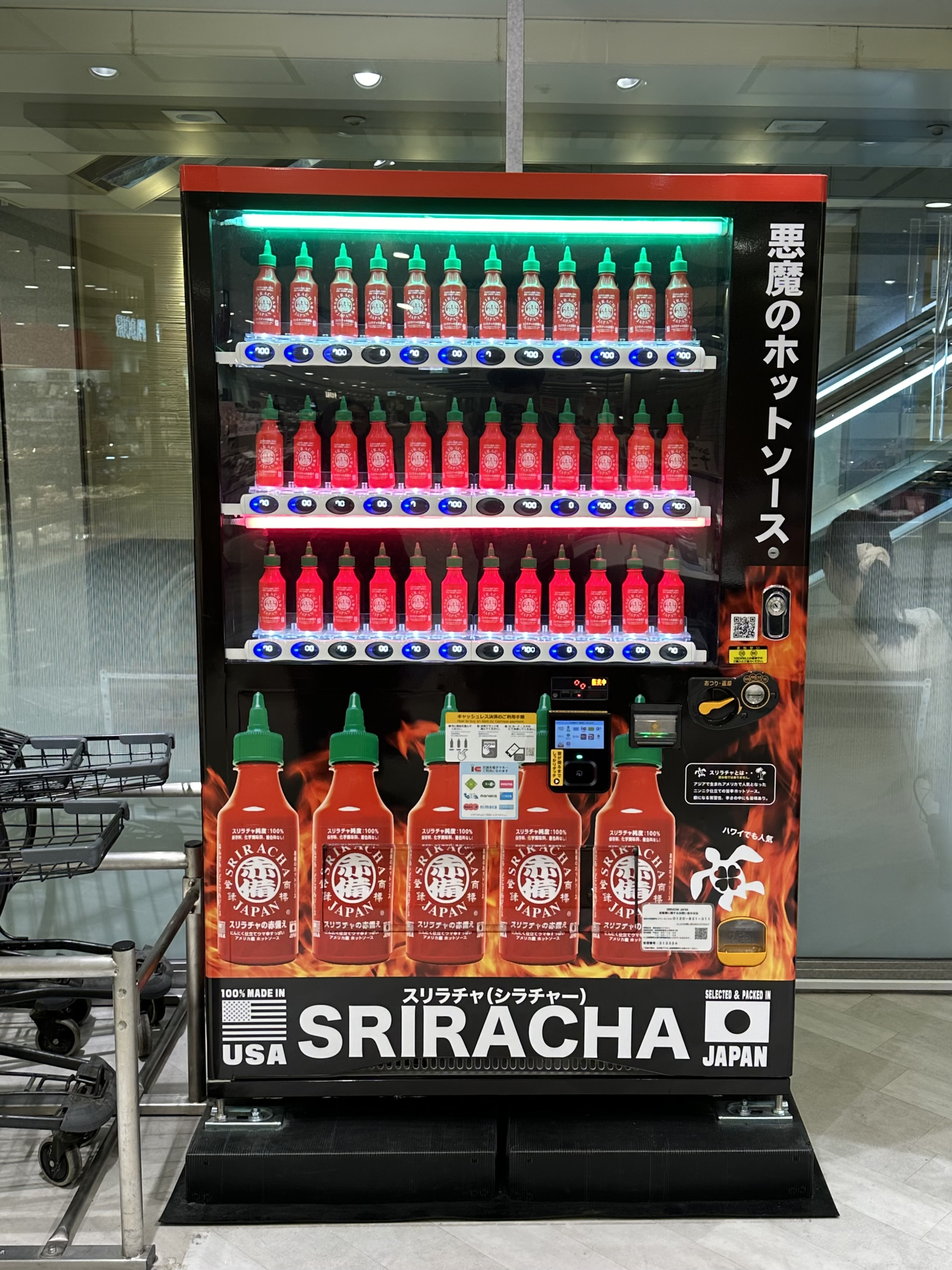
日本東京一專賣是拉差辣椒醬的自動販賣機

越南華僑陳德（David Tran）在1945年出生於西貢（胡志明市）北部小城隆平，祖籍廣東潮州。他哥哥於1970年代在越南買了20畝地耕種，種植辣椒。陳德曾幫哥哥看管辣椒園。有天陳德當護士的太太拿回一瓶同事先生炒制的辣椒醬，尝过之後后陈德表示他能做得更好，一試之下，大家都表示好吃。1970年代中期，陳德開始以陳氏沙茶醬、辣椒醬打進了當地餐廳和小吃店。
南越被北越擊敗後，北越共產政權在南越實施高壓統治及大清洗，南越人特別是華人的私有財產紛紛遭到政府充公，陳德全家於1970年代末期逃難，為分散風險，家人分別到印尼、香港、馬來西亞及菲律賓。陳德本人於1978年12月乘台灣貨輪匯豐號嘗試偷渡到香港，但難民船在香港近海被駐港英軍的巡邏艇及香港水警輪截停，港府與停在海中的難民船僵持至1979年1月，港府基於人道立場容許難民登岸及入住越南難民營，陳德後來獲美國提供庇護，他前往美國波士頓居住。數個月之後，有一天，陳德打電話給在洛杉磯居住的親戚，問他們那裡有沒有產紅辣椒。一聽說有，陳德馬上打包移居洛杉磯。陳德很快和兩個妻舅在1980年初開始在洛杉磯唐人街的公寓重操舊業，生產沙茶醬與辣椒醬，在唐人街春街上的愛華超市銷售，剛開始產量很小，收入僅夠餬口。
陳德在於1980年代中期在南加州柔似蜜市創辦滙豐食品公司（Huy Fong Foods Inc.），公司以載他到香港尋求庇護的台灣貨輪命名，以作紀念。其生產的產品中，最知名與最大宗的就是是拉差香甜辣椒醬。在2009年，他們生產的是拉差香甜辣椒醬將近3萬噸，產值超過5000萬美元。他們用的紅辣椒產於墨西哥和加州文圖拉縣，主要種植適應當地氣候的墨西哥辣椒。陳德說：「除了新鮮，我們沒有秘訣，」「從辣椒摘採到開始加工，我要求員工不得超過兩小時。」是拉差香甜辣椒醬是「用新鮮的紅辣椒直接加工，不加任何水和色素，出來的全是辣椒的自然水分和顏色」。由於陳德生肖屬雞，是拉差香甜辣椒醬瓶上商標是一隻公雞，因此是拉差香甜辣椒醬常被稱為公雞醬。

## 成份
辣椒、糖、鹽、大蒜、蒸餾醋，另外市面的成品或會加入穩定劑黃原膠，防腐劑山梨酸鉀、亞硫酸氫鈉。

## 用途
在美國生產的是拉差辣椒醬最初主要由越南粉餐廳使用，用來作沾醬。目前是拉差香甜辣椒醬已經被美國市場廣泛接受，有許多用途。許多廚師使用它，美國Applebee's 聯鎖餐廳開始用是拉差香甜辣椒醬與美乃滋混合作炸蝦的沾醬，美國P. F. Chang's中餐聯鎖店也開始用是拉差香甜辣椒醬為炸四季豆的沾醬調味料。甚至有夏威夷的雞尾酒用它調味。香港麥當勞採用是拉差辣味醬，配搭法式蜜糖芥末醬，配上炸雞塊、芝士和煎蛋，加上蕃茄及生菜，於2017年5月推出「是拉差辣脆雞包」。